# Pogonaleyrodes zimmermanni
Pogonaleyrodes zimmermanni là một loài côn trùng cánh nửa trong họ Aleyrodidae, phân họ Aleyrodinae.
Pogonaleyrodes zimmermanni được Newstead miêu tả khoa học đầu tiên năm 1911.